# Heinz Bätjer
Carlo-Heinz Bätjer (* 1907; † 1983) war ein deutscher Jazz- und Unterhaltungsmusiker (Piano, auch Orgel) und Bandleader.
Bätjer, der aus Hamburg stammte, leitete in den 1930er-Jahren ein Tanzorchester, das im Ballsaal des Berliner Femina-Palastes spielte, außerdem in bekannten Nachtclubs wie dem Quartier Latin, Pompeji und Bajadere. Unter eigenem Namen (Heinz Bätjer mit seinen Solisten bzw. Heinz Bätjer and His Swing Orchestra) nahm er 1938 zwei Swing-Titel auf, die damals durch Ella Fitzgerald/Chick Webb populäre Nummer „Take Another Guess“ und den Phil-Boutelje-Titel „China Boy“ für Odeon auf, die jedoch lediglich in Schweden auf dem Label Grand veröffentlicht wurden. In seiner Band spielten Georg Busse (Trompete), Ernst Höllerhagen (Klarinette), Kurt Puppe (Tenorsaxophon), Tabor Divekey (Gitarre, Gesang), Rudi Wegener (Kontrabass) und Harry van Dyk (Schlagzeug).  Bätjer spielte außerdem Hammond-Orgel.